# 穿孔薹草
穿孔薹草（学名：Carex foraminata）是莎草科薹草属的植物，为中国的特有植物。分布于中国大陆的贵州、江西、福建、安徽、浙江等地，生长于海拔350米至800米的地区，见于山坡林缘、山谷石旁阴处、花丛中以及沟边水中，目前尚未由人工引种栽培。